# Hilma Svenson-Graner
Hilma Olivia Svenson-Graner, född den 14 februari 1878 i Vetlanda, död där den 16 juni 1910, var en svensk författare, som skrev under pseudonymen Hillis Grane. Hon var syster till Carl Svenson-Graner.